# Zújar (Guadiana)
Der Zújar (spanisch Río Zújar) ist ein linker (südlicher) Nebenfluss des Guadiana, der durch die autonomen Gemeinschaften Andalusien und Extremadura in Spanien fließt. Er hat eine Länge von ungefähr 214 km und ein Einzugsgebiet von ca. 2.524 km².
Seine Quelle liegt nahe der Ortschaft Fuente Obejuna in der Provinz Córdoba (Andalusien). Nach einigen Kilometern in der Provinz Córdoba bildet er anschließend die Grenze zwischen den Provinzen Córdoba und Badajoz (Extremadura). Nach seiner Mündung in den Stausee La Serena fließt er durch die Provinz Badajoz.
Der Zújar mündet ungefähr drei Kilometer nördlich der Stadt Villanueva de la Serena in den Guadiana.

## Talsperren und Stauseen
Flussabwärts gesehen wird der Zújar durch die folgenden Talsperren und Wasserkraftwerke aufgestaut:
| Talsperre | Betreiber | Max. Leistung (MW) | Stausee   | Oberfläche (km²) | Volumen (Mio. m³) |
| --------- | --------- | ------------------ | --------- | ---------------- | ----------------- |
| La Serena |           |                    | La Serena | 139,49           | 3.219             |
| Zújar     | Enel      | 20,1               | Zújar     | 14,49            | 302               |